# Saint-Avertin
Saint-Avertin – miejscowość i gmina we Francji, w Regionie Centralnym, w departamencie Indre i Loara.
Według danych na rok 1990 gminę zamieszkiwało 12 187 osób, a gęstość zaludnienia wynosiła 920 osób/km² (wśród 1842 gmin Regionu Centralnego Saint-Avertin plasuje się na 25. miejscu pod względem liczby ludności, natomiast pod względem powierzchni na miejscu 975.).